# خودکافت (زیست‌شناسی)
در زیست‌شناسی،  خودکافت یا اتولیز (به انگلیسی: Autolysis) که به نام خودهضمی نیز شناخته می‌شود، به تخریب سلول به وسیله آنزیم‌های خودش گفته می‌شود. این کار همچنین به هضم آنزیم توسط مولکول دیگری از همان نوع آنزیم اشاره دارد.